# Heinz Schimming
Willy Heinz Schimming (* 9. Februar 1907 in Dresden; † 19. April 1998 ebenda) war ein deutscher Fertigungstechniker und Hochschullehrer.

## Leben und Wirken
Er war der Sohn des Heizers Willy Emil Theodor Schimming und dessen Ehefrau Anna Martha geb. Schild (1883–1957) und wurde in der Königlichen Frauenklinik in Dresden geboren. Nach dem Abitur studierte er und promovierte 1943 an der Technischen Hochschule Dresden zum Dr.-Ing. Er wurde Professor mit Lehrauftrag für Verkehrsmaschinen und Direktor des Instituts für Mechanische Technologie und Wirtschaftskunde an der Hochschule für Verkehrswesen in Dresden. Später übernahm er den Lehrstuhl für Technologie an der Fakultät für Verkehrstechnik. Seine Forschungsschwerpunkte waren Fertigungstechnik und Werkstoffkunde. 1972 trat er in den Ruhestand.
Begraben ist er auf dem Inneren Neustädter Friedhof in Dresden.

## Schriften (Auswahl)
- Vergleichende Untersuchungen vom Hobelkreissägen. 1943.
- (mit Oltwig Pigors): Fertigungstechnik. Lehrbrief 1. Transpress, Berlin 1967.
- (mit Oltwig Pigors): Fertigungstechnik. Lehrbrief 2. Transpress, Berlin 1968.
- Mechanischer Trockenverschleiß als wissenschaftliches und praktisches Problem im Schienenfahrzeugwesen. In: Wissenschaftliche Zeitschrift der Hochschule für Verkehrswesen. Dresden 1968, S. 658 ff.